# ВЕЦ „Дошница“
Водноелектрическата централа „Дошница“ (на македонска литературна норма: Хидроелектрична централа „Дошница“) е водноелектрическа централа в Северна Македония, работеща от 1952 година.

## Местоположение
„Дошница“ е разхоложена на едноименната река Дошница, в общината Демир Капия, в южния дял на Северна Македония.

## Описание
Захващащата сграда на централата е тиролски захват, зидана от камък и на 9,5 km от машинната сграда, разположена южно от Демир Капия. Има капацитет от 2,1 m3/s. Ширината и висината на преливния праг са 11 m и 3,25 m съответно. Водите на реката Дошница се захващат директно на речното корито. Машинната сграда има три Пелтон турбини с инсталирана мощност от 5,1 MW.
Водноелектрическата централа е обявена за паметник на културата.